# 1º de Mayo (metropolitana di Siviglia)
1º de Mayo è una stazione della metropolitana di Siviglia, situata sulla linea 1. Aperta il 2 aprile 2009, si trova sulla avenida de Federico Mayo Gayarre. In futuro si prevede che avrà una stazione di corrispondenza con la linea 4 alla stazione Clemente Hidalgo.